# ریورساید، شهرستان فانتن، ایندیانا
ریورساید (به انگلیسی: Riverside) یک منطقهٔ مسکونی در ایالات متحده آمریکا است که در شهرستان فانتن، ایندیانا واقع شده‌است. ریورساید ۱۷۴٫۰۴ متر بالاتر از سطح دریا واقع شده‌است.